# Kevin Volchok
Kevin Volchok, más referido comúnmente como Volchok, es un personaje ficticio de la serie The O.C., interpretado por Cam Gigandet.

## Biografía del personaje
Es cierto que el nombre Kevin Volchok fue tomado del agente de Endeavor del mismo nombre, que representa a Adam Brody (Seth).

## Temporada 3
Volchok es el rival de Johnny Harper para un patrocinio de surf a pesar de que solían ser amigos cercanos. Más tarde, Johnny ve a su novia, Casey, engañándolo con Volchok que lo justifica con, "Tú obtuviste mi patrocinio, yo obtuve tu novia. Me parece justo." Más tarde, Johnny decide enfrentar a Volchok en la playa, pero antes que la pelea termine mal, Ryan Atwood trata de intervenir y termina golpeando a Volchok en el rostro.
Ese golpe lo lleva a Ryan a otro enemigo y rival por el resto de la temporada. Volchok rápidamente trata de buscar revancha con Ryan incluyendo enfrentándolo en un restaurante, en el coche de los Cohen, robándole dinero a Marissa Cooper, y finalmente secuestrándola para obtener rescate con un pago de la pelea con Ryan. Claro que Ryan termina en el muelle listo a pelear con él, pero decide romper una botella de vidrio y le dice a Volchok que mejor se prepare o lo matará.
No lo vemos de nuevo hasta después del suicidio de Johnny. Él tomó la muerte de Johnny de mala manera y actuó diferente después de eso. Marissa, empatizada con este cambio y con la necesidad de acercamiento, comienza una relación casual con él. Mientras tanto, mientras Ryan trata una relación con Sadie Campbell, la prima de Johnny, se hace aparente que Volchok anteriormente tuvo una relación con Sadie que sólo hace más profunda su rivalidad. Eventualmente él y Marissa desarrollan una relación romántica casual, primero impulsada por la distancia de Marissa con sus amigas y con Volchok queriendo hacer enojar a Ryan.
La relación fue en algo serio, incluso con un momento de sensibilidad de él cuando se duerme mirando The Sound of Music para conocerla mejor. Luego, Marissa ve a Volchok engañándola en su baile de graduación y termina la relación. Pronto roba el dinero que dejó el baile de Taylor por la suma de cinco mil dólares que Ryan recupera en sus maneras. Ryan aparece al lugar de Volchok y se arma una pelea entre los dos rivales. Volchok tiene ventaja en la pelea y estuvo a punto de asesinar a Ryan con una boquilla.
Dándose cuenta de que él estaba en la misma posición con su hermano mayor Trey, Ryan parece que aprende del golpe bajo de su hermano. Mientras Volchok trata de golpear el rostro de Ryan con el arma, Ryan rápidamente se defiende e invierte las cosas al hacer girar a Volchok. Ryan golpea repetidamente el rostro de Volchok con su puño, golpeándolo hasta casi la muerte dándose cuenta de su pelea anterior con Trey que terminó en una situación similar que hizo que Ryan detuviera. Ryan lo lleva al hospital más cercano donde Volchok dice que fue asaltado y que no sabe quién fue. Volchok le asegura a Ryan, "esto no ha terminado." Él decide chantajear a Ryan para que participe en un robo, en un robo de automóviles, para ayudarlo a escapar Newport, y finalmente tener a Marissa para que hable con él de nuevo cuando se da cuenta de que ella fue la mejor cosa que le ha pasado.
Marissa se niega a estar con él nuevamente y chantajear a Ryan no la ayuda a animarla a hablar con él para que vuelvan. Después de negarse por última vez a hablar con él, Volchok decide seguirlos. Mientras Ryan conduce al aeropuerto, un Volchok borracho decide convencerlos para que estacionen al chocar su coche contra el suyo, pero Ryan no se detiene. Finalmente, Volchok los empuja sobre un puente y su coche rueda en una zanja. Marissa luego muere por sus heridas en los brazos de Ryan.

## Temporada 4
Volchok trata de esconderse en México, donde Ryan está yendo tras él, con la ayuda de Julie, quien contrató a un investigador privado para encontrar a Volchok. Cuando Ryan (y Seth, quien insiste en ir) va a México, no es capaz de encontrar a Volchok. Julie se las arregla para ubicarlo a través de un contacto, e intenta obligarlo a entregarse, ya que Sandy podía conseguirle un acuerdo. Volchok se niega y huye. Ryan encuentra su ubicación de Seth e intenta seguirlo, sólo para encontrar que Seth le dio una dirección falsa y contactó a Sandy y Kristen para que los lleve a casa.
Finalmente, Volchok contacta a Sandy y se encuentra con él en su oficina. Sandy hace hincapié en la naturaleza de su relación como esctrictamente comercial, y dice que él puede darle a Volchok un buen acuerdo y podría ir a prisión por menos tiempo. Ryan va a ver a Sandy en la oficina, y una mujer en la puerta dice que él estaba con un cliente. Ryan observa y ve a Sandy conducir con Volchok en su auto. Ryan se enfurece.
Él enfrenta a Sandy sobre ello, y Sandy no habla. Eventualmente, Sandy "se rinde" y trae a Ryan al hotel donde Volchok se está quedando. Él le dice a Ryan que vaya allí, y que él confía en él. Ryan se apura, y Volchok está esperando. Ryan lo golpea dos veces y rompe una botella, listo para matarlo, pero se detiene. Volchok le dice a Ryan que lo mate en el cuello con un tenedor, que a él no le importa y que sólo quiere que termine. Ryan se da cuenta de que no lo puede matar y que los dos tienen que hablar. Él le dice a Volchok porque no se detuvo o trató de buscar ayudar después del accidente. Volchok le dice que estaba asustado y que entró en pánico, por eso huyó. Ryan le dice a Volchok que él no le hará ningún favor como un camino fácil para salir y que tiene que vivir con los errores como castigo. Las últimas palabras que intercambiaron los dos rivales fue Ryan diciéndole a Volchok que "Se ha terminado", antes de irse caminando del hotel permitiendo a los agentes de policía que lo arresten.